# 제임스 리드 (가수)
제임스 리드(James Reid, 1993년 5월 11일 ~ )는 필리핀의 남자 가수, 배우, 댄서이자 모델이다.

## 영화
- 미스 그래니

## 텔레비전
- 마이닐라
- 온 더 윙스 오브 러브
- 틸 아이 멧 유

## 버라이어티
- ASAP (텔레비전 프로그램)
- 잇츠 쇼타임 (텔레비전 프로그램)